# Eugen Ludwig
Eugen Ludwig (n. 18 iulie 1866, Craiova - d. 27 martie 1927) a fost un farmacist și expert în chimie român. A susținut doctoratul la Școala Academică a Universității din Viena, teza de doctorat având ca temă de cercetare științele fizico-chimice. A fost profesor la Academia de Înalte Studii Comerciale și Industriale. A fost rector al Academia de Înalte Studii Comerciale și Industriale din București. A fost profesor la licee din Pitești, Ploiești și Iași (Liceul Internat) și profesor la Facultatea de Farmacie.